# Mount-Barney-Nationalpark
Der Mount-Barney-Nationalpark (engl.: Mount Barney National Park) ist ein Nationalpark im Südosten des australischen Bundesstaates Queensland. Er liegt 90 Kilometer südwestlich von Brisbane, etwa 50 Kilometer östlich von Warwick und rund 15 Kilometer südwestlich von Rathdowney an der Grenze zu New South Wales. Südlich schließt der Mount-Nothofagus-Nationalpark an.
1980 wurde der Mount-Lindesay-Nationalpark in den Mount-Barney-Nationalpark integriert.

## Landesnatur
Mount Barney, Mount Maroon, Mount May und Mount Lindesay erheben sich über das umgebende Agrarland. Diese wilden Bergspitzen sind Überreste eines alten Schildvulkans, der vor 24 Mio. Jahren zuletzt ausbrach. Der Mount Barney ist mit 1359 m der zweithöchste Erhebung im Südosten von Queensland. Sein Doppelgipfel überragt den Nationalpark und ist von zahlreichen anderen Bergen, steilen Tälern, Höhlen, tiefen Felsenpools und viel Wald umgeben. Mount Ballow und Mount Ernest sind weitere Gipfel in seiner Umgebung.

## Flora und Fauna
Im Nationalpark findet sich lichter Wald am Fuße der Berge und ab 600 Meter Höhe subtropischer Regenwald, der seit 1994 zum Weltnaturerbe der Gondwana-Regenwälder Australiens zählt. Bergheidelandschaft überzieht die Gipfel des Gebirges, am Mount Ballow stößt man auf montanen kühl-gemäßigten Regenwald und am Mount Maroon auf Mallee-Eukalyptus (Eucalyptus codoncarpa). Besonders um den Mount Barney gibt es viele seltene und endemische Pflanzen, z. B. die gefährdete Maroon-Akazie (Acacia saxicola), die Mount-Barney-Busherbse (Pultanaea whiteana) und den Hillgrove-Fleckeukalyptus (Eucalyptus michaeliana).
Der Park gehört zur Scenic Rim Important Bird Area, die wegen ihrer Bedeutung für den Erhalt gefährdeter Vogelarten von BirdLife International ausgewiesen wurde. Der Gesang der Vögel erfüllt den Wald. Der Regenwald am Mount Barney bietet auch der gefährdeten Marmorschwalm (Podargus ocellatus) einen wichtigen Lebensraum.

## Einrichtungen und Freizeit
Wildes Zelten ist am Mount May und am Mount Barney gestattet, nur während der Hauptferienzeit gibt es Einschränkungen. Dann sollte man spätestens 3 Wochen vorher buchen. Auch private Zeltplätze stehen zur Verfügung.
Der Gipfel des Mount Barney bietet einen großartigen Ausblick über die Gebirge im Grenzgebiet zwischen New South Wales und Queensland und die Wälder des Scenic Rim. Der Berg ist ein bekanntes Wanderziel, und es gibt mehr als 30 Aufstiegsrouten zu den beiden Gipfeln. Der größte Teil dieser Wanderwege wird allerdings nicht gewartet und ist schlecht ausgeschildert. Die schwierigsten Routen führen über die Logans Ridge und die Short Leaning Ridge. Die Anstiege über die Peasants Ridge und die South Ridge sind für weniger erfahrene Bergsteiger eher zu empfehlen. Auf- und Abstieg dauern je nach Route und Kondition des Bergsteigers acht bis zehn Stunden.
Der Mount Maroon ist ein beliebtes Kletterziel. Der Erstbesteiger war 1828 Captain Patrick Logan. Er wählte hierfür einen der schwierigsten und spektakulärsten Grate des Berges, der heute nach ihm benannt ist. Seine Begleiter waren Allan Cunningham und Charles Frazer, die aber den Gipfel nicht erreichten.

## Anfahrt
Der Nationalpark ist auf dem Mount Lindesay Highway zu erreichen. Etwa ein Kilometer südlich von Rathdowney biegt man nach Westen auf die Staatsstraße 93 Richtung Maroon / Boonah ab. Nach weiteren sechs Kilometern führt eine Straße zum Nationalpark nach Süden. Mount Ernest und Mount Lindesay liegen direkt am Mount Lindesay Highway kurz vor der Grenze nach New South Wales.